# Anime allo specchio
Anime allo specchio (She Knew All the Answers) è un film del 1941 diretto da Richard Wallace.

## Trama
Quando Mark Willows, tutore del ricco ereditiere Randy Bradford, si oppone alle nozze tra il ragazzo e la sua fidanzata, la ballerina Gloria Winters, senza neanche aver mai visto la giovane, quest’ultima, certa di conquistarlo, si fa assumere da Willows come sua segretaria senza aver però previsto che sarà lei a finire per innamorarsi di lui.